# امرأة في الطريق (فلم)
امرأة في الطريق هو فيلم مصري، تم إنتاجه في 22 ديسمبر 1958، الفيلم قصة وسيناريو عبد الحي أديب، ومن بطولة رشدي أباظة، شكري سرحان، هدى سلطان وزكي رستم، ومن إخراج عز الدين ذو الفقار. هو من أفضل مئة فيلم في تاريخ السينما المصرية.
قصة الفيلم مأخوذة من الفيلم الأمريكي صراعٌ في الشمس

## قصة الفيلم
تبدأ أحداث الفيلم بأن المعلم فرج (زكي رستم) لديه ولدان من زوجتين مختلفتين صابر (رشدي أباظة) وحسنين (شكري سرحان) ولكنه يحب حسنين عن صابر بسبب ما فعلته ام صابر فيه، رغم أن صابر هو من يساعده ويقف بجواره دائما ويحترمه ويحبه ولا يجد منه إلا كل جفاء، وعلى العكس فرج يحب حسنين هذا الولد العالة الذي لا يفعل شيء سوى أنه يقلل من شأنه بحبه للغزيه زوجته لواحظ (هدى سلطان) التي دائما ما تحط من شأنه وتلعنه بسبب قلة عمله وحيلته وهي تحب صابر رغم أن الأخير لا يحبها تقع حادثه للاب ويعتقد الأب أن صابر هو من فعلها ليفقد الأب على أثرها البصر ورغم أن صابر برى من فعلته إلا أن الأب يصر على أنه هو من فعلها ومع ذلك يحاول صابر الاستمرار في عمله حتى يساعد والده يحاول الناس الإيقاع بين الاخين وينجحوا في ذلك مستغلين أن الأب يفضل أحدهما عن الآخر وينجحوا بان يزرعوا بان صابر يخون حسنين مع لواحظ زوجته الأخير وعليه يحاول حسنين قتل صابر ولكنه يقتل على يد لواحظ التي يقوم صابر بقتلها للانتقام من أخوه وتصير نهايه مئساويه ليظل المظلوم مظلوما (صابر) ويظل الأب على عماه ليبحث عن حسنين الذي يعتقد أنه مازال حياً.

## فريق العمل
- رشدي أباظة.
- شكري سرحان.
- هدى سلطان.
- زكي رستم.
- محمد توفيق.
- آمال فريد